# 江若鉄道C4形気動車
江若鉄道C4形気動車（こうじゃくてつどうC4がたきどうしゃ）は、江若鉄道が1931年9月に2両を日本車輌製造本店（日車）で、1両を川崎車輌（川車）でそれぞれ新造した、大型の旅客・荷物合造ガソリン動車である。厳密には日車製キニ4・5がC4形、川車製キニ6がC6形と異なった形式として新造されたものであるが、同一仕様での2社同時発注による競作であり、取り扱い上もほぼ共通であったことから、本項で併せて取り扱うこととする。

## 概要
1931年1月1日に近江今津への路線延長が開業するのに合わせて就役した、川車製キニ1・2（C1形）および日車製キニ3（C3形）に続く増備車として、再度日車と川車の競作として設計された大形ガソリンカーである。竣工以来1969年の江若鉄道線全線廃止まで、38年の長期に渡って改造を重ねつつ主力車として重用された。
日本国内向け内燃動車としては初の18m級大型車体を備えるその基本デザインは、当時日本において気動車設計の最先端を走っていた日車の手によるものである。ただし、前作であるC1・C3形および次作であるC9・C10形と同様に、川車製と日車製では台車構造や車体の細部仕様に差異が見られた。
本形式の設計とその使用実績は、後に両社が設計および製造に参加した鉄道省キハ40000・41000・42000形に多大な影響を与えた。

## 車体
車体長18 m級の軽量形鋼による半鋼製車体を採用する。
最大寸法は日車製が18,400 mm（長さ）x2,720 mm（幅）x3,675 mm（高さ）、川車製が18,400 mm（長さ）x2,700 mm（幅）x3,640 mm（高さ）で、自重は日車製が19 t、川車製が20 tを公称した。もっとも、これらより2 m短い16 m級でキニ4・5の基本設計をほぼそっくりそのまま引き写した鉄道省キハ41000形でさえ自重を20 tと公称しており、戦後のキニ6→キハ5123が機関換装と液体変速機搭載を実施していたとはいえ25 tを公称したことから判断する限り、実際には両者とも新造時より20 tを大幅に超過していたと考えられる。
いずれにしても、同時代の18 - 19 m級電車が自重35 - 50 t前後であったのと比較すれば驚くべき軽量設計である。だが、1 tあたりの出力で比較すると一般的な電車の半分に満たず、気動車が率先して低転がり抵抗率のローラーベアリングを導入したのも頷ける非力ぶりであったから、これは低出力の機関で可能な限り収容力の大きな車両を実現するには当然の設計であった。
もっとも、これらは戦後の軽量設計のように側板などにも荷重を分散して負担させて軽量化を図る構造ではなく、梁や柱といった骨組を構成する部材が全ての荷重を負担する従来通りの構造となっていた。その軽量化は各部材の板厚を削るなど、多分に強度を犠牲にすることで実現されたものであった。
なお、車体主要部の組立にはリベット接合が使用されており、外観上やや古風な印象を与えるものであるが、本形式の設計当時の日本では溶接棒を用いる電気溶接技術は端緒に付いたばかりで、鉄道車両の構造部材の接合に使用可能な水準には達しておらず、鋲接以外の選択肢はなかった。
窓配置は荷物室および荷物扉が用意されていた関係で、dD'(1)2(1)D10D(1)3およびd2(1)D10D(1)2(1)D'1（D：客用扉、D'：荷物扉、d:乗務員扉、（1）：戸袋窓、数字：窓数）という運転台側にのみ乗務員扉を備えた変則的な非対称配置となっていた。また、全線通しで運転すると所要時間が1時間半を超えることに配慮して、長距離運行に適した車両とすべく定員120名、座席定員69名のうち、荷物室直後の側窓4枚分と、扉間の側窓10枚分で合計56名分が対面式配置の固定式クロスシートとされ、荷物室と反対側の車端部は半室運転台の向かい側が前面窓際まで座席の延びるロングシートとされている。
前面窓は川車製キニ6は運転台を左隅に配置する一般的な3枚窓構成であったが、日車製キニ4・5については運転台スペースを車体幅の約半分の幅（半室）確保するためにまず2等分し、更に通風やガラス寸法等の都合から2分した、4枚窓構成とされた。双方とも全ての窓が2段上昇式とされていたのが大きな特徴である。
日車が採用したこのレイアウトは、恐らくは同時代のアメリカのガス・エレクトリック（電気式ガソリンカー）の前面デザインの影響下にあるものと推測されているが、変速機の都合でシフトレバーなどのためのスペースが大きくなりがちな機械式気動車において運転台スペースを適切に確保できることが評価され、鉄道省キハ40000・41000形にも踏襲された。更に、以後日車や新潟鐵工所などの各社が製造した大型気動車群にも好んで採用されたため、気動車の一般形態の一つとして、樺太から九州に至る日本各地の鉄道事業者に幅広く普及した。

## 主要機器

### 台車
台車は日車製が同社標準の菱枠式軸ばね台車、川車製がC1形のそれを踏襲したブリル揺枕式と呼称する軸ばね台車で、軸距はそれぞれ1,700mmと1,600mmである。両者とも走行抵抗軽減を目的として、軸受に当時としては高級なローラーベアリングを装着していた。
キニ4・5に装着された日車製菱枠式台車は後年鉄道省キハ40000・41000・42000形が採用したTR26〜TR29の原型に当たる、当時の日車本店の標準設計品（BB75など）のバリエーションモデルの一つであり、いかなる理由によるものかは不明であるが、枕バネ部分が一段上に飛び出した、特徴的な構造を採用していた。
これに対し、キニ6に装着された川車製台車は路面電車用ブリル76E台車に類似した揺れ枕機構を備える軸バネ式台車が採用された。しかも、戦前期としては珍しくチェーンによる2軸駆動を採用していたが、これはチェーンの材質不良による切断事故が多発したためか、他社と同様に比較的短期間で1軸駆動に改められている。
更に、キニ6とキニ4・5では台車のセンターピン間距離が異なり、前者が11m、後者は13mとなっており、前者はチェーン連動の関係もあって台車の軸距が短く、この短軸距とオーバーハング過大などが原因で乗り心地に問題があった。このため、戦後この問題の改善を目的として、キニ6についてはキニ4・5と同様の菱枠台車への交換とセンターピン間距離の変更が実施されている。

### 機関・変速機・逆転機
本形式に搭載されたエンジンはアメリカ合衆国ウィスコンシン州ウォーケシャに本拠を置いたウォーケシャ発動機社が製造したウォーケシャ6RBで、これは当時日本国内で入手可能な気動車用エンジンとしては最大級の機関であり、江若が平坦線主体であったことを考慮すれば妥当な機関選択であった。
変速機は機械式で、ウォーケシャ社製エンジンの指定品であったアメリカ・コッター社のFA、クラッチは同じくアメリカ・ロング社の34Aが装着された。
逆転機は減速用ギアボックス一体型の一般的な傘歯車摺動式で、日車は本店が開発した、台車枠のトランサム（横梁）から2本の抗トルク用平行リンクで支持される、簡潔にして合理的なメカニズムを、川車は電車の吊り掛け式電動機と同様に台車枠の端梁で逆転機を吊り掛け支持するメカニズムを、それぞれ選択している。
機関出力をユニバーサルジョイント経由で受け取る気動車の動力伝達系統と、それぞれの方式における逆転機の挙動を検討すると明らかなように、軸箱の変位とこれに伴う逆転機の変位がユニバーサルジョイントのシャフトの動きに追従しない川車の方式には様々な難点があり、これは比較的短期間でキニ6の逆転機が日車に準じた方式へ変更される一因となった。

### ブレーキ
ブレーキは簡素なSM3（直通ブレーキ）を採用し、手ブレーキも搭載されていた。

## 江若鉄道での運用
就役開始後、本形式は直ちに江若の主力車となった。
戦時中は沿線の皇子山付近に陸軍歩兵第9連隊が立地し、しかも終点の近江今津にほど近い饗場野に演習場があったことから、その移動手段として重用された。そのため、江若は陸軍の威光で比較的燃料確保が容易であったらしく、しかも特に本形式やC9・C10形の場合、大型車であって代燃装置の利用が困難という事情もあったことから、戦時中はほとんど代燃化せずにそのままガソリン動車として使用されていた模様である。
このため、陸軍の威光が消えた終戦直後の混乱期には、燃料入手難から本形式は一旦客車化され、更に石炭価格の高騰で背に腹を代えられなくなったのか、遅くとも1948年までには全車が代燃装置を設置して木炭ガス気動車となった。
その後、1949年には陸軍に代わって皇子山にキャンプを設置した占領軍（アメリカ軍）の威光により、機関の日野DA54Aディーゼルエンジン（縦型6気筒 公称出力80PS）への換装を実施した。
また、戦中戦後の過酷な使用状況が原因で台枠垂下が発生したことへの対策として、床下へのトラス棒の装着が実施され、車体強度の向上が実現した。もっとも、このトラス棒装着は保守に当たって大きな障害となったため、キニ6については後年のキハ5123への大改造時に撤去されている。
更に、川車製キニ6に対する台車交換・車体側台車センターピン位置移設が実施された他、3両全車の運転台仕様統一が実施され、1956年には左隅に寄せられていた運転台を中央に移設した上で、キニ4・5の前面窓を川車製キニ6の仕様に揃えて均等配置の3枚窓構成に変更し、3両とも中央窓を1枚固定式とすることで新造以来の日車・川車製での仕様の相違点がほぼ解消された。
その後は機関のDMH17系への換装以外、特に大きな改造もなく推移したが、1965年にキニ6が他形式の一部と共に「気動車列車」実現のために大改造を実施され、キハ5123（C25M）へ改番された。
主な改造内容は車掌台側への乗務員扉設置、前面貫通扉の設置と運転台の左隅への再移設、ヘッドライトの屋根上1灯式から左右の幕板上部へのシールドビーム2灯設置への変更、連結器の鉄道省基本型自動連結器から日本製鋼所製NCB-II小型密着自動連結器への交換、変速機の新造以来の機械式から振興造機TC-2液体式変速機への換装とこれによる総括制御化で、ラッシュ時にはキハ5123-キハ5120（旧キハ30）-キハ5124（旧キハ24）で3連を組んで運用された。
当初の計画では、キニ4・5も同様の改造を実施する予定であったが、この改造は国鉄湖西線の建設に伴い江若鉄道が廃止されることが決定したためか他車には普及せず、キニ4・5はそのままの姿で廃止まで使用された。

## 江若鉄道廃止後
1969年の江若鉄道廃止時には、キニ4・5は三井寺下の車庫で廃車解体処分となったが、大改造が施されていたキハ5123は「気動車列車」を構成していた他車の大半と共に関東鉄道へ譲渡され、同社竜ヶ崎線へ番号もそのままに配置された。
その後、1971年8月の竜ヶ崎線ワンマン化実施に合わせてワンマン対応機器の搭載を実施してキハ531へ改番、1977年には車体の老朽化に伴い大栄車輌で車体を新造し、主要機器を載せ替える工事を実施した。
その間、時期は不明であるが台車を国鉄キハ07形発生品のTR29への換装を実施しており、最終段階では事実上車籍のみを継承する状態であった。
キハ531は1997年のキハ2000形登場後も予備車として2001年まで在籍し、同年4月30日付で廃車、そのまま解体されている。